# 山地杏平
山地 杏平（やまぢ きょうへい、1978年 - ）は、日本の循環器内科医。京都大学医学部循環器内科講師。学位は博士（医学）。
広島県で生まれる。京都大学医学部を卒業後、同大にて初期臨床研修を1年行い、福岡県にある小倉記念病院に赴任。同院で1年の初期臨床研修後、小倉記念病院循環器内科にて循環器内科医として勤務し、2014年9月よりスイスにあるベルン大学に留学、Prof. WindeckerおよびProf. Räberらと共に研究し、2017年6月に小倉記念病院循環器内科に帰国した。2021年8月から京都大学医学部附属病院に勤務。

## 経歴
- 1990年 安田小学校卒業

- 1993年 広島学院中学校卒業
- 1996年 広島学院高等学校卒業
- 2003年 京都大学医学部卒業
- 2003年 京都大学医学部附属病院 内科 臨床研修医
- 2004年 小倉記念病院 内科 研修医
- 2005年 小倉記念病院 循環器内科 医師
- 2014年 スイス ベルン大学 循環器内科 Research fellow
- 2016年 スイス ベルン大学 循環器内科 Assistant doctor
- 2017年 小倉記念病院 循環器内科 副部長
- 2019年 小倉記念病院 循環器内科 部長
- 2021年 京都大学医学部循環器内科 助教
- 2025年 京都大学医学部循環器内科 講師

## 論文
自身の研究は2010年に初めてFirst authorとしてCirculation: Cardiovascular interventionにpublishされて以後、継続して論文を発表しており、2025年6月現在196本の論文がpubmedに収録されている。
- K. Yamaji, et al., Influence of Sex on Long-Term Outcomes After Implantation of Bare-Metal Stent: A Multicenter Report From the Coronary Revascularization Demonstrating Outcome Study-Kyoto (CREDO-Kyoto) Registry Cohort-1., Circulation 2015; 132: 2323-33, doi:10.1161/CIRCULATIONAHA.115.017168
- K. Yamaj, et al.,, Effects of Age and Sex on Clinical Outcomes After Percutaneous Coronary Intervention Relative to Coronary Artery Bypass Grafting in Patients With Triple-Vessel Coronary Artery Disease., Circulation. 2016; 133: 1878-91., doi:10.1161/CIRCULATIONAHA.115.020955
- K. Yamaji, et al.,, Ten-year clinical outcomes of first-generation drug-eluting stents: the Sirolimus-Eluting vs. Paclitaxel-Eluting Stents for Coronary Revascularization (SIRTAX) VERY LATE trial., Eur Heart J. 2016; 37: 3386-95, doi:10.1093/eurheartj/ehw343
- K. Yamaji, et al.,『Mechanisms of Very Late Bioresorbable Scaffold Thrombosis: The INVEST Registry』J Am Coll Cardiol. 2017;70:2330-2344.、2017年。doi:10.1016/j.jacc.2017.09.014。
- K. Yamaji et al., What determines long-term outcomes using fully bioresorbable scaffolds - the device, the operator or the lesion?, EuroIntervention. 2017 Feb 20;12(14):1684-168, doi:10.4244/EIJV12I14A277
- K. Yamaji et al.『Percutaneous coronary intervention during the COVID-19 pandemic in Japan: Insights from the nationwide registration data』Lancet Reg Health West Pac. 2022 Mar 22:22:100434.、2022年。doi:10.1016/j.lanwpc.2022.100434。
- K. Yamaji et al.『Serial Optical Coherence Tomography Assessment of Coronary Atherosclerosis and Long-Term Clinical Outcomes』J Am Heart Assoc. 2024 Nov 5;13(21):e034458.、2024年。doi:10.1161/JAHA.123.034458。

## 学会
- 日本循環器学会 社員、教育研修部会委員、危機管理災害対策委員
- 日本心血管インターベンション治療学会(CVIT) レジストリ委員、広報委員、タスクシフト・シェア検討 working group 委員

## 日本心血管インターベンション治療学会(CVIT)における活動
- 日本心血管インターベンション治療学会におけるデータを解析し、循環器救急を担う若手医師や医療スタッフが減少しつつあり、すでに治療成績の悪化が始まっている可能性があることを示した。
- 日本心血管インターベンション治療学会にて、心筋梗塞カテーテル治療可能施設検索システム「ハートマップ」 の作成を行った。

## 心臓CTにおけるAI解析
- 日経BP “AI会議”で急を要する心筋梗塞に挑む｜Beyond Health ...
- GEヘルスケア・ジャパン、小倉記念病院とAI技術を活用した冠動脈内腔自動検出の成果を示す
- AI技術を活用した冠動脈内腔自動検出の成果